# Jo Stokvis
Jozef Emanuel (Jo) Stokvis (Den Haag, 23 februari 1875 - aldaar, 30 december 1951) was een Nederlandse journalist en sociaaldemocraat.

## Levensloop
Jozef Emanuel Stokvis was een zoon van Mozes David Stokvis en Hendrika de Vries. Hij was een zwager van Maup Mendels.Na een aantal wisselende banen was Jo Stokvis werkzaam als journalist bij de Haagsche Courant, het Dagblad van Zuid-Holland en 's Gravenhage en bij Het Vaderland. Naast zijn werk als journalist behaalde Stokvis de MO-akten staatshuishoudkunde en staatsinrichting en hij gaf les aan de HBS. In 1910 werd hij hoofdredacteur van Semarangse dagblad De Locomotief, op het eiland Java.

## Politiek
In 1919 besloot hij lid te worden van de SDAP en hij was later lid van het partijbestuur. Stokvis was lid van de Provinciale Staten van Zuid-Holland, van 2 juli 1935 tot 4 juli 1939. Daarnaast was hij lid van de Tweede Kamer der Staten-Generaal, van 8 juni 1937 tot 16 oktober 1946. Eerst voor de SDAP, later voor de Partij van de Arbeid. Hij woonde lange tijd in Nederlands-Indië en was in de SDAP- en PvdA-fracties woordvoerder op dit gebied.

## Tweede Wereldoorlog
Tijdens de Tweede Wereldoorlog was hij verzetsstrijder en actief in de illegale pers bij het blad De Baanbreker voor Zuid-Holland. In de eerste maanden van 1945 lukte het niet meer om de exemplaren van de landelijke editie uit Friesland en Utrecht verder naar het westen van Nederland te vervoeren. Zo ontstond een aparte editie waar Jo Stokvis samenwerkte met Klaas Voskuil, C.H.M.P. van den Oever en D. Buys. Jo Stokvis was joods en was tijdens de oorlog ondergedoken in Den Haag. Hij stond bekend als zionist.
Jozef Emanuel Stokvis overleed op 30 december 1951 te Den Haag. De crematie vond plaats op 3 januari 1952.
- Biografisch Portaal: 29480610
- Digitale Bibliotheek voor de Nederlandse Letteren: stok009
- Gemeinsame Normdatei: 172664500
- International Standard Name Identifier: 0000 0003 7001 2691
- Nederlandse Thesaurus van Auteursnamen: 06780490X
- Parlement.com: vg09ll9i56ww
- Virtual International Authority File: 240979233
- WorldCat: E39PBJckPpVP7djyKD69Y7CCwC